# Amata johanna
Amata johanna är en fjärilsart som beskrevs av Butler 1876. Amata johanna ingår i släktet Amata och familjen björnspinnare. Inga underarter finns listade i Catalogue of Life.